# Síntesis de indoles de Leimgruber–Batcho
La síntesis de indoles de Leimgruber-Batcho es un método de preparación de indoles que consiste en una serie de reacciones orgánicas a partir de o-nitrotoluenos 1:
- la formación de una enamina 2 usando pirrolidina y el dimetil acetal de la N, N-dimetilformamida. 
- El indol deseado 3 se forma luego en un segundo paso por ciclización reductiva.

En el esquema anterior, la ciclación reductora se efectúa con níquel Raney e hidrazina. El paladio sobre carbono y el dihidrógeno, el cloruro estannoso, el hidrosulfito de sodio o el hierro en ácido acético también son agentes reductores efectivos.

## Mecanismo de reacción
En la formación inicial de enamina, la dimetilamina (un gas) es desplazada por la pirrolidina del dimetilformamida dimetilacetal, produciendo un reactivo más reactivo. Los hidrógenos poco ácidos del grupo metilo en el nitrotolueno se pueden desprotonar en las condiciones básicas debido a la fuerza de la base y del efecto del grupo nitro. El carbanión resultante ataca para producir la enamina correspondiente, con pérdida de metanol. La secuencia también se puede realizar sin la pirrolidina, a través de la N, N-dimetil enamina, aunque los tiempos de reacción pueden ser mucho más largos en algunos casos. En el segundo paso, el grupo nitro se reduce a -NH2 usando hidrógeno y un catalizador de níquel Raney, seguido de ciclación y luego eliminación de la pirrolidina. El hidrógeno a menudo se genera in situ por la descomposición espontánea del hidrato de hidrazina en H2 y N2 en presencia del níquel.
Muchos indoles son farmacológicamente activos, por lo que una buena síntesis de indol es importante para la industria farmacéutica. El proceso se ha convertido en una alternativa popular a la síntesis de indol de Fischer porque muchos orto-nitrotoluenos iniciales están disponibles comercialmente o se fabrican fácilmente. Además, las reacciones proceden con alto rendimiento químico en condiciones suaves. 
Las enaminas intermedias están electrónicamente relacionadas con las olefinas push-pull, que tienen un grupo nitro conjugado electroatractor con un grupo donador de electrones. La conjugación extendida incrementa la resonancia y esto implica que estos compuestos son coloridos (generalmente de un color rojo intenso).

## Variaciones

### Ciclización reductiva del dinitroestireno
La ciclación reductora de dinitrostirenos (1) ha demostrado su eficacia cuando otros métodos más comunes han fallado:
La mayoría de los métodos de reducción estándar enumerados anteriormente tienen éxito con esta reacción.